# Makedonski kulturni forum
Makedonski kulturni forum iz Pule civilna je i neprofitna udruga koja okuplja hrvatske državljane makedonske narodnosti i druge građane radi promicanja makedonskog kulturno-povijesnog nasljeđa i suvremenog stvaralaštva te makedonsko-hrvatskog prijateljstva i suradnje, kao i zbog unapređenja kulturnog i društvenog statusa makedonske nacionalne manjine u Republici Hrvatskoj.

## Povijest
Makedonski kulturni forum utemeljen je 25. srpnja 2008. godine u Puli. U Registar udruga u Republici Hrvatskoj upisan je 26. rujna iste godine. Jedan od utemeljitelja Makedonskog kulturnog foruma i njegov prvi i aktualni predsjednik (u drugom mandatu) je književnik Aldo Kliman.

## Ustroj i djelovanje
Cilj i smisao djelovanja Makedonskog kulturnog foruma zaštita je, unapređenje i afirmacija nacionalnog, kulturnog i jezičnog identiteta Makedonaca, očuvanje, njegovanje i afirmacija makedonskog jezika i pisma, makedonskih nacionalnih tradicija i običaja, makedonskih narodnih pjesama i igara, afirmacija makedonskog kulturno-povijesnog nasljeđa i suvremenog stvaralaštva u Republici Makedoniji i Republici Hrvatskoj, očuvanje i razvoj skladnog suživota s pripadnicima većinskog hrvatskog naroda i s pripadnicima ostalih nacionalnih manjina u Republici Hrvatskoj, njegovanje i razvijanje suradnje s Makedoncima izvan Republike Hrvatske, te organiziranje kulturnog i društvenog života članova udruge.
Dva su središnja programa okosnica rada Makedonskog kulturnog foruma: djelovanje pjevačke grupe i glazbenog ansambla “Despina”, čiji je voditelj i dirigent mladi hrvatski glazbenik Toni Pernić, te tradicionalna godišnja međunarodna kulturna manifestacija s organiziranjem okruglih stolova i znanstvenih skupova na teme iz dalje i bliže makedonske nacionalne povijesti, kulture i jezika, te suvremene stvarnosti.
Godine 2009. Makedonski kulturni forum utemeljio je prestižno međunarodno društveno piznanje “Povelju suživota“ koja se dodjeljuje pojedincima i institucijama za osobite zasluge u afirmaciji i razvijanju jezika prihvaćanja različitosti, razumijevanju i suživota među narodima.
Djelovanje Makedonskog kulturnog foruma financirano je iz proračuna Istarske županije i Grada Pule.

### Međunarodne kulturne manifestacije
- 2008. - “U slavu jezika” (Rovinj, Pula) - predstavljanje znamenitog makedonskog pisanog spomenika “Konikovskog jevanjđelja” u izdanju Finske akademije znanosti i umjetnosti (moderator Aldo Kliman)
- 2009. - “I sunce je zvijezda” (Rovinj, Pula) - okrugli stol na temu “Makedonska nacionalna manjina u Egejskoj i Pirinskoj Makedoniji u kontekstu europskih integracija” (moderator Aldo Kliman)
- 2010. - “Makedonija na jednom mjestu” (Rovinj, Pula) - Okrugli stol na temu “Integritet i integracija islamiziranih Makedonaca - Torbeša i Goranaca u suvremeno makedonsko društvo, s posebnim osvrtom na položaj Torbeša i Goranaca u Republici Hrvatskoj” (moderator Aldo Kliman)
- 2011. - “Makedonija je moje ime” (Pula) - okrugli stol na temu “Uloga makedonske dijaspore i podijeljene Makedonije u povezivanju makedonskog nacionalnog bića” i izložba starih karata Makedonije od 15. do 20. st. “Descriptio Macedoniae”, u suradnji s Arheološkim muzejem istre iz Pule (moderator mr. Teon Džingo)
- 2012. - “140 godina od rođenja Goce Delčeva 1872. – 2012.” (Pula, Pazin) - okrugli stol na temu “Makedonija u 20. stoljeću” (moderator Teon Džingo)

### Dobitnici "Povelje suživota"
- 2009. - Pavle Filipov Voskopulos, makedonski javni djelatnik i borac za prava makedonske nacionalne manjine u Grčkoj (Lerin/Florina, Republika Grčka).
- 2009. - Grad Rovinj
- 2010. - Giacomo Scotti, istaknuti talijanski i hrvatski književnik (Rijeka)
- 2011. - Vladimir Todorović, makedonski javni djelatnik (gradonačelnik Općine Centar - Skopje) i dobrotvor (Skoplje, Republika Makedonija)
- 2012. - Stefan Ivanov Vlahov-Micov, makedonski i bugarski povjesničar, filozof, književnik i publicist, novinar i javni djelatnik (Skoplje, Republika Makedonija).

## Vanjske poveznice
Mrežna mjesta
- Makedonski kulturni forum[neaktivna poveznica], službene stranice